# Zrakoplovstvo
Zrakoplovstvo je grana tehnike koja se bavi svime vezanim za zrakoplove. 
Sve one koji su uključeni u izgradnju, upotrebu, održavanje, opsluživanje, kontrolu, vođenje zrakoplova kao i sve koji se zrakoplovima bave rekreativno i amaterski zovemo zrakoplovci.

## Povijest
Tijekom povijesti u mnogim kulturama diljem svijeta pojavljuju se prve naznake onoga što će se poslije razviti u zrakoplovstvo. U ovome su ponajviše prednjačili Kinezi koji su razvili prve rakete, zmajeve, balone na topli zrak, te kao igračke i prve preteče helikoptera.
Suvremeni razvoj zrakoplovstva započinje 1783. prvim letom balonom braće Montgolfier u Francuskoj. Balon se ubrzo pokazao kao nepraktično prijevozno sredstvo jer je zbog svoje neupravljivosti isključivo bio prepušten sili vjetra i zračnim strujama. Ovome se poslije doskočilo pojavom upravljivih balona ili cepelina.
Najveći doprinos razvoju aviona dao je Nijemac Otto Lilienthal koji je svojim letovima s jedrilicama dao velik doprinos razvoju mehanike leta te konstrukcije zrakoplova, a njegov rad bio je inspiracija braći Wright za izradu prvih jedrilica, a poslije i njihovog prvog aviona.
Iako postoje brojne diskusije o prvom pogonjenom letu zrakoplovom težim od zraka jer su u isto vrijeme uspjehe u istraživanju imali brojni istraživači, danas je najšire prihvaćeno da su prvi upravljivi let zrakoplovom težim od zraka izvela upravo Braća Wright 17. prosinca 1903. sa svojim avionom Flyer I. Zrakoplov je doduše bio slabo upravljiv jer se upravljalo uvijanjem čitavog krila, što je poslije riješeno ugradnjom pokretnih krilaca ili elerona. Svoj masivni razvoj zrakoplovstvo je doživjelo kroz period prvog svjetskog rata, gdje je po prvi puta uočena njegova mogućnost vojne uporabe za izviđanje, navođenje topništva, te na kraju i samog gađanja ciljeva na zemlji.
Zrakoplovom su se počeli prevoziti putnici, teret i pošta, te su zrakoplovi postajali sve veći i pouzdaniji. Prvi zrakoplovi koji su počeli prevoziti putnike na velike udaljenosti bili su upravo cepelini koji su svoj najveći razvoj doživjeli između dva svjetska rata. Vrijeme između dva rata bilo je plodonosno i za razvoj avijacije, te su obarani novi rekordi. Charles Lindbergh je prvi puta preletio Atlantski ocean avionom od New Yorka do Pariza, a ubrzo su se pojavili i putnički avioni koji su svojim performansama i brzinom leta počeli konkurirati cepelinima. Neposredno prije izbijanja Drugog svjetskog rata, nesrećom njemačkog cepelina LZ 129 Hindenburg a i samim izbijanjem rata završilo je doba komercijalne uporabe cepelina, i zrakoplovstvo se preusmjerilo gotovo isključivo na razvoj aviona.
Drugi svjetski rat je ponovo bio veliki pokretač u razvoju avijacije gdje su se pojavila nova tehnološka rješenja i razvoji poput mlaznog motora, helikoptera i raketa. Najutjecajniji znanstvenici na području aerodinamike bili su upravo njemački znanstvenici koji su nakon završetka rata svoj rad nastavili u Sovjetskom Savezu i Sjedinjenim Državama, a njihova tehnološka rješenja i rad su direktno utjecali razvojem zrakoplovstva nakon Drugog svjetskog rata, a rad Wernhera von Brauna u Sjedinjenim Državama rezultirao je američkim raketnim programom te kasnijim slijetanjem na mjesec. Nijemci su već prije rata napravili prvi helikopter te su ga tijekom rata upotrebljavali u ograničenom opsegu, dok je rus Igor Sikorsky svojim radom u Sjedinjenim Državama napravio prvi helikopter s jednim nosećim rotorom koji je postao osnova razvoja današnjih suvremenih helikoptera.
Nakon Drugog svjetskog rata uslijedio je masovan razvoj mlaznih motora kako u vojnom tako i u civilnom zrakoplovstvu. Američki probni pilot Chuck Yeager ušao je u povijest 14. listopada 1947. kao prvi čovjek koji je probio zvučni zid.
Razvoj interkontinentalnih balističkih projektila, koji se zasnivao na njemačkim istraživanjima na raketi V-2 kojom su u Drugom svjetskom ratu gađali London, imao je za posljedicu i razvoj svemirskog programa u Sovjetskom Savezu i Sjedinjenim Državama. Tako su Sovjeti 1957. lansirali prvi satelit Sputnik u Zemljinu orbitu, čime je započela svemirska utrka između Rusa i Amerikanaca, a 1961. je  Jurij Gagarin postao prvi čovjek u svemiru. Nagli razvoj svemirskog programa rezultirao je time da su Amerikanci već 1968. poslali prve ljude u orbitu oko Mjeseca, a 20. srpnja 1969. američki astronauti Neil Armstrong i Buzz Aldrin postali su prvi ljudi koji su sletjeli na Mjesec.
Prvi hrvatski piloti bili su Ivan Bjelovučić i Dragutin Novak. Dragutin Novak je zrakoplovom konstruktora Slavoljuba Penkale prvi puta poletio 1910. godine s uzletišta u Črnomercu u Zagrebu.

## Civilno zrakoplovstvo
Civilno zrakoplovstvo obuhvaća redoviti zračni promet i opće (generalno) zrakoplovstvo.

### Redovni zračni promet
Isprva su kompanije bile isključivo nacionalne, pod zaštitom vlade u pojedinoj zemlji i bez konkurencije. Otvaranje tržišta i ugovori o zračnim slobodama uvedena je konkurencija i mogućnost izbora korisnika što je na kraju dovelo i do pada cijena usluga prevozioca. Terorizam, povišenje cijena goriva razne krizne situacije prisilile su mnoge male i velike tvrtke na ujedinjenje. Sve spomenuto utjecalo je i na proizvođače zrakoplova. Danas vodeću ulogu imaju:
- Airbus u Europi
- Boeing u Americi
- Bombardier u Kanadi
- Embraer u Brazilu
- Tupoljev u Rusiji

### Generalno zrakoplovstvo
U najvećem broju pod generalno zrakoplovstvo podrazumijevaju se manji zrakoplovi. Ipak, u tu kategoriju spadaju svi nevojni letovi i letovi izvan redovnog prometa. To mogu biti od rekreativnog leta paraglidera do neredovitog cargo-leta nekog širokotrupnog zrakoplova. Tu spadaju poslovni, privatni, školski, protupožarni letovi, jedriličarstvo, padobranstvo paragliding, zaprašivanje, policijske ophodnje, nadzor cestovnog prometa ... Među najpoznatije proizvođače manjih zrakoplova spadaju: Cessna, Cirrus Design, Diamond, Mooney, Piper...
Sve popularnije postaju ultralake letjelice kao i letjelice kućne izrade za rekreativno letenje.

## Vojno zrakoplovstvo
Vojni zrakoplovi su tehnički najsavršeniji. Pomoću njih se ubojita sredstva mogu usmjeriti na bilo koju točku na Zemlji i u zraku. Tijekom vremena svi vojni zrakoplovi toliko su napredovali da danas zadovoljavaju sve postavljene zahtjeve. Kupca zato mogu privući jedino cijena, karakteristike leta i brzina isporuke.

### Podjela
- Lovački zrakoplovi namijenjeni su i opremljeni za presretanje i uništavanje protivničkih zrakoplova. Upotrebljavaju se i kao pratnja i zaštita vlastitih zrakoplova. Zahtjevi koje moraju zadovoljiti su: što veća brzina kao i što veći raspon između minimalne i maksimalne brzine, što viša maksimalna visina leta, izvrsne karakteristike leta i velike manevarske sposobnosti. Na sebi nose snažno streljačko i raketno naoružanje.
- Lovci-bombarderi su zrakoplovi nešto većeg doleta namijenjeni za dublji ulazak u neprijateljski teritorij radi odbacivanja tereta. U povratku moraju biti sposobni sami se obraniti od napada neprijateljskih zrakoplova. Od naoružanja mogu nositi klasične bombe, nenavođene i navođene bombe kao i rakete većeg dometa. U opremi obvezno imaju protuelektronička sredstva.
- Bombarderi su svoju glavnu ulogu odigrali krajem Drugog svjetskog rata. Jedan od najpoznatijih bombardera bio je B-29 koji je s dvije atomske bombe brzinom od 641 km/h na visini od 7,5 km preletio 8.549 km. Uvođenjem raketa velikog dometa bombarderi su izgubili na važnosti. Današnji bombarderi su manji i brži a radi upotrebe kompozitnih materijala teško su uočljivi. Najsofisticiraniji bombarder je ujedno i najskuplji zrakoplov ikada B-2 Spirit, sa $2,2 milijarde po primjerku je za radare potpuno nevidljiv.
- Izviđački zrakoplovi služe za promatranje zračnog prostora. Opremljeni su najmodernijom elektroničkom opremom. Za izviđanje može se upotrebljavati bilo koji zrakoplov ugradnjom dodatne elektroničke opreme.
- Vojni transportni zrakoplovi služe za prijevoz opreme i ljudstva.
- Helikopteri služe za borbenu potporu (jurišni helikopteri), cargo transport i blisku zračnu potporu, i sl.

## Kontrola leta
Zadatak kontrole leta je upravljanje i nadzor nad cjelokupnim zračnim prometom u određenom zračnom prostoru. Jedan od osnovnih zahtjeva je razdvajanje zrakoplova po visini, razmaku i kutu prolaska određenih točaka. Zrakoplov se prati od plana leta, starta motora, rulanja po tlu, uzlijetanja, penjanja, leta, spuštanja, slijetanja, ponovnog rulanja do pozicije za parkiranje na platformi sve do gašenja motora. Kontrolori leta prateći zrakoplove paze da svaki od njih bude na određenoj visini i u određenoj točki zračnog prostora na sigurnoj udaljenosti od ostalih letjelica. Posebnu pažnju daju zrakoplovima koji lete bez vanjske vidljivosti (IFR) kada pilot ne može pravovremeno ugledati drugi zrakoplov ili neku prepreku na svom putu. Od pilota se tada zahtjeva da u potpunosti slijedi upute kontrole leta. Kontrolu leta možemo podijeliti na:
- Kontrolni toranj koji nadzire zrakoplove u udaljenosti od 10-15 km od vodoravno i 1.000 m okomito zračne luke. Uz to kontrola daje odobrenja za pokretanje motora, kretanje po manevarskim površinama, prednostima prolaza i prilaza uzletno sletnoj stazi.
- Kontrola leta zračne luke koja obavlja nadzor na većoj udaljenosti, od 50-80 km oko zračne luke.
- Oblasna kontrola koja nadzire letove između zračnih luka.

## Vanjske poveznice
- Zrakoplovstvo Hrvatska tehnička enciklopedija, portal hrvatske tehničke baštine. LZMK

- Opće zrakoplovstvo Hrvatska tehnička enciklopedija, portal hrvatske tehničke baštine. LZMK

- Sportsko zrakoplovstvo Hrvatska tehnička enciklopedija, portal hrvatske tehničke baštine. LZMK

### Ostali projekti
|  | Wikiknjige imaju gradivo o temi Knjiga pojmova u zrakoplovstvu |
|  | Wikicitati imaju zbirke citata o temi Zrakoplovstvo            |